# Tandanus tandanus
O tandano (Tandanus tandanus) é um peixe-gato do gênero Tandanus. Endémico da Austrália, este peixe frequenta ribeiros lentos, lagos e charcos. O macho encarrega-se da construção do ninho, que tem depressão central feita com gravilha e pedras. O macho guarda então os 20.000 ovos que a fêmea lá depositou.